# In Flames
In Flames — шведський мелодік дез-метал гурт. Разом з Dark Tranquillity і At the Gates, In Flames займають провідне місце у шведському мелодійному дез-металі. Команду сформовано в Гетеборзі (Швеція) в 1990 році, за 34 роки творчості випустила 14 студійних альбомів.

## Історія гурту

### Lunar Strain(1990—1994)
Гурт утворив у Гетеборзі восени 1990 року гітарист Єспер Стремблад як сторонній проєкт, бо в той час він грав у дез-метал гурті Ceremonial Oath. Він хотів створити власний проєкт, який би грав мелодійнішу музику.
В 1993 році, Єспер вирішив залишити Ceremonial Oath через музичні розбіжності і почав фокусуватися більше на In Flames. Об'єднавшись з Йоханом Ларссоном (бас-гітара) і Гленном Юнгстремом (гітара) в лютому 1993 року, вони взяли сьогоднішню назву In Flames. В серпні цього ж року гурт записав на Studio Fredman свій перший демо-альбом, названий «DEMO '93». В записі альбому також брали участь Мікаель Станне (вокал) і Карл Наслунд (гітара), а сам Єспер грав на гітарі і на барабанах. Демо складалось із трьох пісень: «In Flames», «Upon The Oaken Throne» и «Clad In Shadows».
Гурт вирішив спробувати щастя серед місцевих скандинавських лейблів і розіслав демо. Через декілька місяців гуртом зацікавився незалежний шведський лейбл Wrong Again Records.
Власник компанії сам подзвонив до них і запропонував угоду. Він був вражений їхньою музикою і захотів ще матеріалу. Щоб збільшити шанси на укладання угоди, хлопці по телефону йому сказали, що в них готово вже 13 пісень. Тому власник зразу ж по телефону уклав угоду і вже наступного дня гурт приступив до роботи над своїм дебютним альбомом «Lunar Strain» на Studio Fredman. Запис платівки здійснювався цілу зиму 1993—1994 років в такому ж складі, що й демо-альбом. Для його запису також були запрошені інші музиканти, які допомагали виконати партії скрипки, віолончелі, жіночого вокалу та інше. На цьому альбомі були використані також традиційні скандинавські мелодії. В серпні 1994 року «Lunar Strain» був представлений публіці.
Початковий успіх альбому гурт підтримав хорошими концертами в рамках клубних виступів у Скандинавії.
У грудні 1994 гурт знову працює в Fredman Studio над записом першого міні-альбому «Subterranean». Перед записом гурт покинули Карл Наслунд і Мікаель Станне, які хотіли сконцентруватися на роботі в гурті Dark Tranquillity. На заміну Станне було запрошено Генка Форсса, але тільки як сесійного вокаліста. Звільнивши місце за барабанами Даніелю Ерландссону, Єспер грав тільки на гітарі.
У вересні 1995 року «Subterranean» вийшов на Wrong Again Records. Альбом привернув значну увагу і німецький лейбл Nuclear Blast запропонував гурту контракт.

### The Jester Race(1995—1996)
У 1995 році до In Flames було запрошено Бйорна Гелотте барабанщиком. Гітара була для нього першим інструментом, але в той момент його вторинні навички були потрібніші.
Один із кандидатів на пост вокаліста, Jocke Gothberg (екс-Marduk) не прижився і обмежився участю у кількох промо-записах гурту. Як постійного вокаліста запросили Андерса Фрідена, колишнього вокаліста гуртів Dark Tranquillity і Ceremonial Oath.
Восени того ж року гурт у новому складі записав другий альбом «The Jester Race». Ця платівка знову була записана на Studio Fredman, але, на відміну від попередніх альбомів, була продюсована також Фредріком Нурдстремом, власником студії. Лейбл трохи затягнув з випуском і альбом було представлено тільки влітку 1996 року. Цим альбомом гурт привернув увагу як в Європі, так і в Японії, отримавши контракт з японським лейблом Toys Factory.
Вони виступали на фестивалях з такими гуртами як Samael, Grip Inc. і Kreator. За цим відбулося турне на розігріві у Atrocity Німеччиною. Завдяки популярності, яка швидко зростала, Nuclear Blast продовжили контракт із гуртом.

### Whoracle(1997—1998)
У лютому 1997 року вийшов міні-CD «Black-Ash Inheritance», що передував виходу великого альбому. Одразу після нього у жовтні In Flames випускає третій студійний альбом «Whoracle». Цей альбом знову був записаний на Studio Fredman і співпродюсований Фредріком Нурдстремом. Після того, як альбом був записаний, влітку 1997 гурт неочікувано покинули Йохан Ларссон і Гленн Юнгстрьом.
Андерс, Єспер і Бйорн звернулись до хороших друзів — Петера Іверса і Нікласа Енгеліна, запросивши їх грати на басу і гітарі відповідно, для проведення міні-туру з гуртом Dimmu Borgir. Після цього їм було запропоновано приєднатися до гурту на постійній основі, що вони і зробили.
Прекрасні шоу і позитивні відгуки в майже кожному музичному журналі дозволили гурту вперше потрапити в чарти на 78 позицію в Німеччині в листопаді 1997 року.
У січні 1998 гурт здійснив турне Європою (з Night In Gales, Borknagar і Defleshed) і в лютому протягом одного тижня дав два перших концерти в Японії. Повернувшись у Швецію, Ніклас також несподівано залишає гурт, вирішивши сконцентруватись на Gardenian. Тому з квітня 1998 року Бйорн поміняв барабани на гітару, а барабанщиком став колишній барабанщик Sacrilege Даніель Свенссон.

### Colony(1999)
Після численних турів і виступів наступило невелике затишшя, причиною якого було те, що Єспер був зайнятий роботою з підготовки дебютного альбому гурту HammerFall «Glory to the Brave» і також допомагав Кімберлі Госс, яка випускала свою дебютну роботу з Sinergy. Але врешті-решт In Flames знову уклали контракт з Nuclear Blast, хоч пропозицій інших лейблів теж було чимало. Це сталось на початку 1999 року.
До лютого 1999 року записи нового альбому «Colony» на Studio Fredman, які тривали з кінця 1998 були завершені. Його вихід відбувся наприкінці травня 1999 року.
Потім In Flames проводять тур у Північній Америці разом з такими гуртами як Arch Enemy, Dark Tranquillity, Moonspell і Children Of Bodom. Перший концерт який вони відіграли у США, був Мілвокі Метал фест.
Також відбулися концерти в Європі та Японії.

### Clayman(2000—2001)
31 січня 2000 року гурт знову в Studio Fredman, для запису нового альбому з робочою назвою «Safe Handling Instruction». Шість тижнів вони працюють у студії і до березня роботи були вже закінчені, вибрана і остаточна назва диску — «Clayman», який вийшов 31 липня. Він є закликом музикантів відмовитися від сліпої покори всьому, що нав'язують. Першим музичним відео стала пісня «Only for the Weak» — як спеціальний бонус для першого обмеженого видання альбому. Потім було знято відео на «Pinball Map». Clayman опиняється в шведських чартах на 17 позиції, в німецьких — на 43.
Clayman World Tour стартував в Японії, продовжився в Північній і Південній Америці і у вересні/жовтні перемістився до Європи (з 8 вересня по 8 жовтня — Німеччина, Чехія, Угорщина, Австрія, Франція, Іспанія, Швеція, Норвегія).
Це турне допомогло гурту досягти більшої популярності серед фанів тяжкої музики, а японський журнал «Burrn! Magazine» признав Єспера Стрьомблада найкращим композитором 2000 року.
6 серпня 2001 року гурт випустив свій перший концертний альбом «The Tokyo Showdown», який був записаний під час турне Японією у 2000 році.

### Reroute to Remain(2002—2003)
Навесні 2002 року вони вже в студії і записують черговий альбом Reroute to Remain. Справа була в Dug-Out Studio у місті Упсала, Швеція, з продюсером Даніелем Бергстрандом. Альбом вийшов у вересні — 2-го в Європі, 3-го — в США. У липні 2002 року було знято також відео для композиції Cloud Connected.
Згодом вони випускають сингл Trigger (2003).

### Soundtrack to Your Escape(2004—2005)
Створення матеріалу для «Soundtrack to Your Escape» почалося у 2003 році, коли вони орендували маленький будинок в Данії, щоб підготуватися до запису. Ідея полягала у тому щоб зробити запис дуже природним, оскільки вони узялися за роботу так, ніби це був їхній останній запис, але вони хотіли йти далі за межі Швеції. Результат — 11 пісень, а потім деякий час тривав запис. За цей час вони перемістили все своє обладнання в більший будинок у Данії, щоб зробити запис кращим, змінивши атмосферу.

### Come Clarity(2006—2007)
У 2005 In Flames записують свій восьмий студійний альбом «Come Clarity», в Dug-Out studio. У 2006 «Come Clarity» був представлений у Північний Америці лейблом Ferret Music та в у всіх інших частинах світу лейблом Nuclear Blast. Альбом приніс гурту 1 місце у шведському чарті.

### A Sense of Purpose(2008—2010)
4 квітня 2008 року відбувся реліз дев'ятого альбому A Sense of Purpose.
31 жовтня 2009 року у Києві в Центрі культури і мистецтв НАУ відбувся перший концерт гурту в Україні, організований концертним агентством Global Promotion.

### Sounds of a Playground Fading(2010—2014)
15 червня 2011 року гурт представив десяту студійну платівку Sounds of a Playground Fading. 30 жовтня 2011 року In Flames вдруге завітав до Києва.

### Siren Charms (2014—)
Запис альбому відбувався протягом грудня 2013 року у берлінській студії Hansa Tonstudio. Два треки з альбому вийшли окремими синглами влітку 2014 року. «Rusted Nail» було презентовано 13 червня, деякий час потому світ побачив і другий сингл — «Through Oblivion». Остаточно альбом вийшов 9 вересня 2014 року і виданий лейблом Sony Music Entertainment.

## Склад гурту
| Поточний склад - Андерс Фріден (1995–теперішній час) — вокал - Бйорн Гелотте (1995–теперішній час) — гітара, барабани (1995—1998) - Ніклас Енгелін (1997—1998, 2006, 2009, 2011–present) — гітара - Брайс Пол (2017–теперішній час) — бас - Таннер Вейн (2018–теперішній час) — барабани | Колишні учасники - Гленн Юнгстрем (1993—1997) — гітара - Йохан Ларссон (1993—1997) — бас - Єспер Стремблад (1993—2010) — гітара, Клавішні, барабани(1993—1995) - Даніель Свенссон (1998—2016) — барабани - Петер Іверс (1997—2016) — бас - Джо Рікард (2016—2018) — барабани |

Часова шкала

## Дискографія
Студійні альбоми
- 1994 — Lunar Strain
- 1996 — The Jester Race
- 1997 — Whoracle
- 1999 — Colony
- 2000 — Clayman
- 2002 — Reroute to Remain
- 2004 — Soundtrack to Your Escape
- 2006 — Come Clarity
- 2008 — A Sense of Purpose
- 2011 — Sounds of a Playground Fading
- 2014 — Siren Charms
- 2016 — Battles
- 2019 — I, the Mask
- 2023 — Foregone

## Пісні
| «Cloud Connected»                                                                 | 2002 | —  | —  | —  | —  | —  | —  | —  | Reroute to Remain             |
| «The Quiet Place»                                                                 | 2004 | 2  | —  | 16 | 91 | —  | —  | —  | Soundtrack to Your Escape     |
| «Take This Life»                                                                  | 2006 | —  | —  | —  | —  | —  | —  | —  | Come Clarity                  |
| «Leeches»                                                                         | 2006 | —  | —  | —  | —  | —  | —  | —  | Come Clarity                  |
| «Come Clarity»                                                                    | 2006 | 52 | —  | —  | —  | —  | —  | —  | Come Clarity                  |
| «The Mirror's Truth»                                                              | 2008 | 14 | 51 | 5  | 72 | —  | —  | —  | A Sense of Purpose            |
| «Alias»                                                                           | 2008 | —  | —  | —  | —  | —  | —  | —  | A Sense of Purpose            |
| «Delight and Angers»                                                              | 2009 | —  | —  | —  | —  | —  | —  | —  | A Sense of Purpose            |
| «Deliver Us»                                                                      | 2011 | —  | —  | —  | —  | —  | —  | —  | Sounds of a Playground Fading |
| «Where the Dead Ships Dwell»                                                      | 2011 | —  | —  | —  | —  | 17 | 33 | 35 | Sounds of a Playground Fading |
| «Ropes»                                                                           | 2013 | —  | —  | —  | —  | —  | —  | —  | Sounds of a Playground Fading |
| «—» denotes a recording that did not chart or was not released in that territory. |      |    |    |    |    |    |    |    |                               |